# Mollisquama parini
Lo squalo tasca (Mollisquama parini Dolganov, 1984) è un membro della famiglia dei Dalatiidi diffuso nelle acque profonde al largo del Cile, nell'oceano Pacifico sud-orientale. Era l'unica specie del genere Mollisquama, fino alla scoperta nel 2019 del Mollisquama mississippiensis.
È uno squalo abissale poco conosciuto la cui presenza è stata riscontrata solamente lungo la dorsale sottomarina di Nazca, al largo del Cile settentrionale.
Il motivo del suo nome deriva da delle "tasche" situate sui fianchi dell'animale. L'olotipo, unico esemplare conosciuto, è una femmina adulta (lunga in tutto 40 cm) catturata a 330 m di profondità. Non conosciamo nulla sulla sua biologia e su quali minacce gravino sulla sua sopravvivenza. È nota la sua capacità di generare bio luminescenza grazie ai fotofori di cui è dotato.
Nell'aprile 2015 è stato ritrovato un altro esemplare, maschio, lungo appena 14 cm.